# Vireó ullblanc
El vireó ullblanc (Vireo griseus) és un ocell de la família dels vireònids (Vireonidae).

## Hàbitat i distribució
Habita zones de matolls, sotabosc i vegetació baixa de Nord-amèrica, des de l'est de Nebraska, centre d'Iowa, sud de Wisconsin i sud de Michigan, sud d'Ontario i sud de Nova York i sud de Massachusetts cap al sud fins l'est de San Luis Potosí, nord d'Hidalgo, extrem nord de Veracruz, Tamaulipas i sud de Texas, costa del Golf i sud de Florida. Bermuda, nord-est de Puebla i nord de Veracruz.